# Грембоцице (гмина)
Грембоцице (пол. Grębocice) — сельская гмина (волость) в Польше, входит как административная единица в Польковицкий повет, Нижнесилезское воеводство. Население 5294 человека (на 2004 год).

## Демография
| Перепись                       | Всего   | Всего | Женщины | Женщины | Мужчины | Мужчины |
| ------------------------------ | ------- | ----- | ------- | ------- | ------- | ------- |
| Единицы                        | человек | %     | человек | %       | человек | %       |
| Население                      | 5294    | 100   | 2625    | 49,6    | 2669    | 50,4    |
| Плотность населения (чел./км²) | 43,4    | 43,4  | 21,5    | 21,5    | 21,9    | 21,9    |

## Сельские округа
1. Буче
2. Дужа-Вулька
3. Грембоцице
4. Гродовец
5. Гродзище
6. Кшидловице
7. Квелице
8. Обишув
9. Огожелец
10. Прошице
11. Реткув
12. Жечица
13. Стара-Жека
14. Шимоцин
15. Тшенсув
16. Вильчин
17. Жабице

## Соседние гмины
1. Гмина Глогув
2. Гмина Ежманова
3. Гмина Пенцлав
4. Гмина Польковице
5. Гмина Рудна